# Tindersticks
Die Tindersticks sind eine britische Band, die in den 1990er Jahren mit ihrem Verschmelzen von Gitarren-Pop und Kammermusik bekannt wurde. Die Band um Sänger Stuart A. Staples entstand 1992 als Nachfolger der Band Asphalt Ribbons in Nottingham. Auch bei dieser Band stand Staples bereits als Sänger und Gitarrist im Mittelpunkt. Bereits in ihrer ersten Phase von 1992 bis zur Auflösung der Band im Jahr 2003 war der Einsatz von klassischen Instrumenten wie Streichern, Perkussions- und Blasinstrumenten charakteristisch für den Stil dieser Band.
Ihr Comeback feierte die Band im Jahr 2008 mit dem Studio-Album The Hungry Saw. Seit dieser Zeit und auch durch die Soundtracks für Kino-Filme der französischen Regisseurin Claire Denis haben die Musiker die klassische Instrumentierung ihrer Werke perfektioniert. Der Stil der Tindersticks für die Schaffensperiode seit dem Neuanfang lässt sich daher als „Kammer-Pop“ charakterisieren.

## Geschichte
Nach der Aufnahme der letzten Asphalt-Ribbons-Mini-LP Old Horse im Jahr 1992 fand sich die Urbesetzung der Tindersticks unter dem neuen Namen zusammen, den Sänger Stuart A. Staples auf einer Streichholzschachtel an einem griechischen Strand gelesen hatte. Auf die ersten Demoaufnahmen der neuen Gruppe folgte im gleichen Jahr – 1992 – die erste Single Patchwork auf dem Label Tippy Toe Records.
Die Liveauftritte der Tindersticks wurden und werden vielfach positiv aufgenommen, ebenso ihre Studioalben. Nach dem Album Waiting For The Moon nahm Staples in den Jahren 2005 und 2006 die beiden Soloalben Lucky Dog Recordings 03-04 und Leaving Songs auf, was auch aufgrund letzteren Titels zu Spekulationen über die Auflösung der Tindersticks führte. Auf seiner Website schrieb Staples hierzu:

“These are songs written on the verge of leaving the things I loved and stepping into a new unknown life, both musically and personally. I was always aware that these songs were the end of something, a kind of closing a circle of a way of writing that I started so long ago and I knew I had to move on from.”

„Dies sind Lieder, die in einer Situation geschrieben wurden, in der ich die Dinge zurückließ, die ich liebte, und in ein neues, unbekanntes Leben schritt, sowohl musikalisch als auch persönlich. Mir war immer klar, dass diese Lieder das Ende von etwas waren, eine Art Ende eines Kreises des Schreibens, den ich vor so langer Zeit begonnen hatte und von dem ich wusste, dass ich mich von ihm fortbewegen musste.“

Im folgenden Jahr (2007) verließen drei der sechs Urmitglieder die Band; das verbliebene Trio nahm das Album The Hungry Saw auf, das im Jahr 2008 veröffentlicht wurde.
Ende Januar 2010 veröffentlichten sie das Album Falling down a Mountain auf den Labels 4AD sowie dem Independent-Label Constellation Records. Danach gründete die zum Quintett gewachsene Band ihr eigenes Label Lucky dog, die Tonträger werden in Deutschland vom Label City Slang vertrieben.
Ende 2019 erschien das 13. Album No Treasure but Hope. Das Album enthalte Songs "von in Melancholie gegerbter, betörender Schönheit" und gehöre "zu den wirklich überragenden" des Jahres 2019, urteilte Andreas Lüschen-Heimer. Peter Seester fand die Platte hingegen "mäßig". Mit ihm habe die Band "die rote Linie zum Kitsch und zum gehobenen Schlager" überschritten.

## Diskografie
Alben
- Tindersticks First Album (1993)
- Tindersticks Second Album (1995)
- Curtains (1997)
- Simple Pleasure (1999)
- Can Our Love... (2001)
- Waiting for the Moon (2003)
- The Hungry Saw (2008)
- Falling down a Mountain (2010)
- The Something Rain (2012)
- Across Six Leap Years (2013)[6]
- Ypres (2014)
- The Waiting Room (2016)
- Minute Bodies – The Intimate World of Percy Smith (2017), mit Christine Ott
- No Treasure But Hope (2019)
- Distractions (2021)
- Soft Tissue (2024)

Livealben und Live-EPs
- Live in Berlin 5.10.93 (1993)
- Amsterdam 8.2.94 (1994)
- The Bloomsbury Theatre 12.3.95 (1995)
- Live at the Boutique 9-12. May.2001 (2001)
- Coliseu Dos Recreios De Lisboa 30 Oct 2001 (2003)
- Live at Glasgow City Halls 5th Oct 2008 (2008)
- Live in London 2010 (2010)
- San Sebastian 2012 (2012)
- Philharmonie de Paris (2016)
- Mayday ’22 (2024)

Soundtracks
- Nénette et Boni (1996)
- Trouble Every Day (2001)
- The Trojan Horse (2003)
- 35 Rum / 35 Shots Of Rum (2008)
- White Material (2009)
- Claire Denis Film Scores 1996–2009 (2011)
- Les Salauds (2013)
- High Life (2018)

Kompilationen
- Donkeys 92–97 (1998)
- Working for the Man (2004)
- BBC Sessions (2007)
- Past Imperfect – The Best of tindersticks ’92 – ’21 (2022)

Singles und EPs
- Patchwork (1992)
- Marbles (1993)
- A Marriage Made in Heaven (1993)
- Unwired (EP, 1993)
- City Sickness (1993)
- We Have All the Time in the World (1993)
- Live in Berlin (1993)
- Kathleen (EP, 1994)
- No More Affairs (1995)
- Plus De Liaisons (1995)
- The Smooth Sounds of Tindersticks (1995)
- Travelling Light (1995)
- Bathtime (1997)
- Rented Rooms (1997)
- Can We Start Again? (1999)
- What Is a Man? (2000)
- Trouble Every Day (2001)
- Don’t Even Go There (EP, 2003)
- Trojan Horse (2003)
- Sometimes It Hurts (2003)
- My Oblivion (2003)
- The Hungry Saw (2008)
- What Are You Fighting For? (2008)
- Boobar Come Back to Me (2008)
- Black Smoke (2010)
- Medicine (2012)
- This Fire of Autumn (2012)